# ویکی‌پدیای اندونزیایی
ویکی‌پدیای اندونزیایینسخه اندونزیایی وب‌گاه ویکی‌پدیا است و در ۷ مارس ۲۰۰۳ ایجاد شده است و در ۲۲ فوریه ۲۰۰۹ به ۱۰۰٬۰۰۰ مقاله رسید.
تا تاریخ ۳۰ مه ۲۰۱۱ این دانش‌نامه با بیش از ۱۶۴٬۰۰۰ مقاله در رتبهٔ بیست‌ویکم ویکی‌پدیاها قرار داشت.
ویکی‌پدیای اندونزیایی، هم‌اکنون ۲۵ مارس ۲۰۲۵ میلادی، تعداد ۱٬۵۳۶٬۴۱۴ کاربرِ ثبت‌نام‌کرده، ۴۷ مدیر، و ۷۲۴٬۴۲۷ مقاله دارد.